# TMEM219
TMEM219‏ (Transmembrane protein 219) هوَ بروتين يُشَفر بواسطة جين TMEM219 في الإنسان.
ويُعرف أيضًا باسم مستقبل بروتين النمو المشابه للأنسولين 3 أو IGFBP-3R. ويعمل IGFBP-3R كمستقبل لموت الخلايا لـ IGFBP3.